# Usine Alfa Romeo de Portello
L'usine Alfa Romeo de Portello fut le premier véritable site de production du tout jeune constructeur Alfa Romeo. Cette usine au cœur de Milan restera en service de 1906 à 1986. Son histoire est intimement liée à la production d'automobiles mais sur ce même site, durant des années, le constructeur a réalisé bien d'autres activités industrielles, parfois méconnues. L'usine de Portello a été agrandie à plusieurs reprises, au fur et à mesure de l'expansion de la société, dont les productions ont connu un succès croissant.

## Histoire

### Origines et Première Guerre mondiale
Le premier site industriel lié à la marque Alfa Romeo fut construit avec la création de la marque du « Biscione ». L'usine Alfa Romeo de Portello fut construite en 1906 dans la capitale lombarde quand Alexandre Darracq, après les difficultés rencontrées dans l'usine napolitaine, à cause de la distance qui le séparait de la France, décida de transférer la production de la Société Italienne des Automobiles Darracq de Naples à Milan. Cette première usine fut construite sur un vaste terrain qui jouxtait les terrains utilisés pour l'Exposition universelle de 1906. L'usine se situait dans le quartier baptisé Portello du nom de la porte d'accès à la ville fortifiée, située à l'époque à la périphérie à l'extrême nord-ouest de Milan.
Cette zone industrielle avait été choisie par plusieurs autres constructeurs automobiles pour installer leur siège social ou filiale comme Isotta Fraschini, Citroën, FIAT, Carrozzeria Touring, Zagato et la Carrozzeria Cesare Sala. Les ateliers des carrossiers avaient été quasiment obligés de choisir de s'installer dans ce quartier car leur activité principale était liée au constructeur milanais.
Il faut constater que ce choix géographique du Portello était surtout dicté par les accès nombreux et très aisés de tous les moyens de communication, autoroute et voie ferrée, surtout vers le nord de la Lombardie et les pays voisins. Encore de nos jours, toute la zone située entre le « Corso Sempione » et « via Gallarate » à Milan reste un des secteurs de la ville avec la plus forte concentration de filiales et de concessionnaires automobiles.
Après la grave crise de 1909, la société italienne des automobiles Darraq fut mise en faillite. L'usine qui, en 1908 comprenait 8 000 m2 d'ateliers couverts, sera rachetée par un groupe de financiers lombards qui créeront la marque A.L.F.A., acronyme de Anonima Lombarda Fabbrica Automobili. La nouvelle société, née le 24 juin 1910, avait un capital social de 1 200 000 lires, 250 salariés, et s'est fixé comme objectif de produire 300 châssis de voitures par an (à cette époque, les constructeurs automobiles ne produisaient que des châssis motorisés complets, la carrosserie était laissée au choix du client auprès d'entreprises artisanales spécialisées : Bertone, Touring, Pinin Farina, etc.).
Le chiffre relativement modeste de la production était dû au marché réduit lié à la typologie très sportive des modèles de la marque. Aux États-Unis, pays où  l'automobile était déjà un produit de masse construit en série, Ford avait produit seulement 19 000 voitures en 1910. La direction technique d'A.L.F.A. fut confiée au jeune Giuseppe Merosi, originaire de Plaisance, qui lança l'étude d'un nouveau modèle, l'ALFA 24 HP. L'usine continua, dans l'intervalle, à fabriquer les anciens modèles Darraq, pour utiliser les pièces déjà produites et encore en stock.
L'usine comptait environ 300 salariés et la production avait atteint, en 1914 à la veille de la Première Guerre mondiale, 272 véhicules. Le conflit armé marqua l'histoire du constructeur par deux évènements de la plus haute importance. Ce sera l'entrée au capital de la société de l'ingénieur Nicola Romeo suivi de la diversification de la production qui ne sera plus exclusivement cantonnée aux automobiles de tourisme à vocation sportive mais également tournée vers les véhicules militaires. La quantité de commandes militaires pris une ampleur telle que la société dû agrandir l'usine avec la construction de trois nouveaux ateliers. En 1919, le nombre de salariés avait dépassé les 2 200 personnes et les productions étaient très diversifiées.

### Après guerre et Seconde Guerre mondiale
Les deux premières années qui ont suivi la Première Guerre mondiale ont porté à une reprise importante de la production automobile, bien que concernant au début les anciens modèles. La crise économique et syndicale entraina une très forte diminution du personnel de 1 200 salariés quasiment tous employés dans le secteur mécanique. En 1921, le constructeur lance son premier nouveau modèle d'après guerre : l'Alfa Romeo RL.
C'est à partir de ce moment que deux personnages importants arrivent chez Alfa Romeo, l'ingénieur Vittorio Jano et le manager Ugo Gobbato.
Durant l'entre-deux-guerres, la production s'élargit aux camions et autobus. Le nombre de salariés atteint les 6 000 personnes en 1937 et les nouveaux ateliers s'étendent vers le nord, divisant ainsi l'usine en deux ensembles distincts réunis par des galeries souterraines. Les commandes militaires étaient toujours aussi importantes, même avant les préparatifs pour la Seconde Guerre mondiale, en raison des besoins de l'Empire colonial italien.
Durant la Seconde Guerre mondiale, le nombre de salariés avait atteint 8 000 personnes mais, en 1943 et 1944, l'usine de Portello fut lourdement  bombardée et très sévèrement endommagée.

### Reconstruction
À la fin de la Seconde Guerre mondiale, le constructeur se retrouva avec son usine entièrement détruite et son Président Ugo Gobbato décédé. Il fallut reconstruire la totalité de l'outil de production et envisager la reconversion des fabrications vers des secteurs civils jusqu'alors inexplorés. Pendant les premières années, la production automobile dû se contenter des modèles d'avant guerre. Les effectifs de l'usine, en 1950, étaient remontés à presque 6 000 salariés.
La production, dans l'usine de Portello était restée jusqu'en 1950, à un stade semi artisanal, ne concernant que des sous ensembles assemblés en petite série. Tout chamgea avec l'arrivée de Giuseppe Luraghi à la tête du holding d'état  Finmeccanica, qui possédait le constructeur milanais Alfa Romeo. Luraghi trasforma l'usine en une structure moderne de production en série d'automobiles sportives. Durant les années de sa gestion, l'usine sera maintes fois agrandie et modernisée, pour suivre le succès des modèles de la marque comme l'Alfa Romeo 1900 et la Giulietta. C'est pour fabriquer ce dernier modèle que le constructeur se dotera de sa première chaîne de montage complète.
À la fin des années 1950, le constructeur français nationalisé Renault souhaitait entrer sur le marché italien mais ne voulait pas payer les taxes douanières. Pour cela il négocia avec Alfa Romeo un accord de coopération pour faire produire en Italie sa Renault Dauphine. Le 3 juin 1959, dans l'usine Alfa Romeo de Portello fut inaugurée, à côté de la ligne d'assemblage de la Giulietta, celle de l'Alfa Romeo Dauphine. L'inauguration officielle fut célébrée dans le cadre du centenaire de la Seconde guerre d'indépendance italienne à laquelle participa le nouveau président de la République française Charles de Gaulle.
La ville de Milan ne cessait de s'étendre en avalant les terrains agricoles environnants. (NdR: durant les années du boom économique italien, Milan fut la ville qui avait la plus forte croissance au monde). Le quartier du Portello qui était situé à l'extrême périphérie de la ville, se retrouva très vite en pleine ville et des immeubles d'habitations pour loger les vagues d'immigrés du sud de l'Italie venant travailler au nord, furent construits à proximité du site industriel d'Alfa Romeo. La direction générale d'Alfa Romeo décida alors la construction d'une nouvelle usine à Arese, attendu qu'il ne serait plus possible d'agrandir le site du Portello. Le siège social de l'entreprise et les bureaux de la direction ont été transférés dans ces nouveaux locaux en 1974. Ce transfert signa le début de la décadence de l'usine de Portello et la fin programmée de la production.

### Fin de l'usine
La dernière voiture entièrement née sur ce site est la Giulia qui a été lancée en 1962. Bien que sa fabrication fut transférée dès l'origine dans la nouvelle usine d'Arese, fraîchement inauguré.
Durant les années qui suivirent, beaucoup de productions nouvelles ne furent plus lancées au Portello mais uniquement à Arese et l'usine du Portello vit son volume de production diminuer inexorablement. Les ateliers les plus anciens au sud du site furent fermés puis cédés pour le développement de la Foire de Milan en pleine expansion. Le dernier salarié du Portello restera sur le site jusqu'en 1986 avant d'être transféré à Arese.
Les terrains du site industriel ont été vendus par Fiat (propriétaire d'Alfa Romeo depuis 1986) à la Commune de Milan qui l'a transformé en un nouveau quartier résidentiel et commercial. Il fut le symbole de la grandeur et de la force industrielle de Milan mais a surtout contribué à la renommée de l'industrie automobile italienne dans le monde. Le dernier atelier de l'usine a été démoli en  2004. Peu de temps avant sa démolition, dans un atelier avaient été regroupés les derniers prototypes en cours d'étude, les salles et bancs d'essais, les moteurs fruits des dernières recherches et les plans et notes techniques secrets concernant les futures productions. L'usine a abrité le tournage du film Nirvana de Gabriele Salvatores.

## Liste des véhicules produits
| Photo | Marque                | Modèle             | Début production | Fin production | Exemplaires produits | Notes |
| ----- | --------------------- | ------------------ | ---------------- | -------------- | -------------------- | --- |
|       | Darracq               | 8/10 HP e 14/16 HP | 1906             | 1909           |                      | En 1909, Darracq fait faillite et l'usine est rachetée par un groupe d'entrepreneurs milanais. |
|       | A.L.F.A.              | 24 HP              | 1910             | 1913           |                      | Le châssis et une grosse partie de la 24HP servirent de base pour une grande famille de voitures construites jusqu'en 1921 comme les 12HP, 15HP, 40-60 HP, 15-20 HP et 20-30 HP. |
|       | A.L.F.A.              | 12 HP              | 1910             | 1911           |                      | |
|       | A.L.F.A.              | 15 HP              | 1911             | 1913           |                      | |
|       | A.L.F.A.              | 40-60 HP           | 1913             | 1914           |                      | |
|       | A.L.F.A.              | 15-20 HP           | 1913             | 1914           |                      | |
|       | A.L.F.A. - Alfa Romeo | 20-30 HP           | 1914             | 1921           | 124                  | Produite jusqu'en 1918 sous le nom A.L.F.A. |
|       | Alfa Romeo            | G1                 | 1921             | 1923           |                      | |
|       | Alfa Romeo            | RL                 | 1922             | 1927           |                      | |
|       | Alfa Romeo            | RM                 | 1923             | 1925           | 500                  | |
|       | Alfa Romeo            | 6C                 | 1925             | 1954           |                      | |
|       | Alfa Romeo            | 8C                 | 1931             | 1939           |                      | |
|       | Alfa Romeo            | 1900               | 1950             | 1959           | 17 243               | La 1900 fut assemblée aussi en Belgique sous licence par Impéria en 1953 et 1954 et en Argentine par Industrias Kaiser Argentina de 1960 à 1962. |
|       | Alfa Romeo            | AR51 Matta         | 1951             | 1955           | 2 161                | |
|       | Alfa Romeo            | Giulietta          | 1955             | 1963           | 132 000              | La version Coupé était assemblée chez le carrossier Bertone à Grugliasco et le Spider chez Pininfarina à San Giorgio Canavese. Tous deux fabriquaient les carrosseries. Les modèles furent aussi assemblés en Afrique du Sud dans l'usine Alfa Romeo de East London de 1960 à 1963.       |
|       | Alfa Romeo            | 2000               | 1958             | 1961           | 6 961                | La 2000 fut aussi produite au Brésil jusqu'en 1969 par la filiale Alfa Romeo Fábrica Nacional de Motores sous le nom FNM 2000 |
|       | Alfa Romeo (Renault)  | Dauphine           | 1959             | 1963           |                      | L'Alfa Romeo fabriqua sous licence pour le compte de Renault. Les différences avec le modèle français se limitaient à l'installation électrique Magneti-Marelli sous 12 V (le système 6 V étant interdit ailleurs qu'en France) et à l'application du logo Alfa Romeo sur la carrosserie. |
|       | Alfa Romeo            | 2600               | 1961             | 1968           | 11 453               | La 2600 fut aussi assemblée en Afrique du Sud à East London de 1963 à 1968. |
|       | Alfa Romeo            | Giulia             | 1962             | 1965           |                      | En 1965, la production fut transférée dans la nouvelle usine Alfa Romeo-Arese (Milan) |